# Live streaming
A live streaming vagy élő internetes közvetítés a streaming media egyik típusa, és multimédia tartalmak élő közvetítését jelenti az interneten keresztül. Megvalósításához szükség van egy forrás médiára (pl.: videókamera, audió eszköz, fényképező szoftver), egy encoderre (mely digitalizálja a tartalmat), és egy tartalomszolgáltató hálózatra.
A live streamhez használt encoder egy olyan technikai eszköz, mely digitalizálja a videó- és audiótartalmakat, hogy azok digitális jelként, az interneten keresztül eljuthassanak a nézőkhöz.
Tartalomszolgáltató hálózatok (CDN) célja, hogy a tartalmat nagy sebességgel szállítsák és könnyen elérhetővé tegyék a felhasználóknak. Tartalomszolgáltató hálózatok szolgáltatják az internetes tartalmak nagy százalékát manapság. Ilyenek a webes tartalmak (szöveg, grafika, kéziratok), letölthető tartalmak (média fájlok, szoftverek, dokumentumok), applikációk (e-kereskedelem, portálok), live streaming, on-demand stream media és közösségi hálózatok.
A tartalomszolgáltató hálózat csatornáin keresztül jut el a digitalizált multimédiás tartalom a nézőkhöz. A csatornák egy lejátszón keresztül szolgáltatják a tartalmat a nézőknek amely beépíthető (beágyazható) bármilyen online felületre.
A stream csatornán keresztül saját (brand) TV is létrehozható, arculatosított lejátszóval (pl. saját logóval a közvetítés ablakában) és egyéb szolgáltatásokkal.

## Live streaming előnyei
- A live események mindig a legfelkapottabbak minden médium esetében (sport események, díjátadók, stb.)
- A közösségi média megnövelte az igényt a valós idejű információ-szolgáltatásra.
- Bizonyított, hogy az emberek tovább nézik a live videót mint bármely más streamelhető, de nem élő videótartalmat.
- A videótechnológiák egyre szélesebb körökben elérhetőek, ahogyan az élő videó is.
- Az online live video-streaming az egyetlen közvetítő platform ami valóban világszerte elérhető.

## Live streaming produkció
A minőségi közvetítés megvalósításához szükség van egy produkciós stábra, akik megfelelő felszereléssel közvetítik az adott eseményt a nézőknek, az interneten keresztül.
Magyarországon live streaming szolgáltatásokat erre szakosodott produkciós cégek végeznek.
Ezek a produkciós céges szolgáltatások általában lefedik az egész közvetítés folyamatát, a kamerák beszerzésétől kezdve a csatorna konfigurálásán keresztül egészen a nézettségnövelésig. 